# Archips podana
Archips podana es una especie de polilla del género Archips, tribu Archipini, familia Tortricidae. Fue descrita científicamente por Scopoli en 1763.

## Descripción
La longitud de las alas anteriores es de 10,0-12,0 milímetros.

## Distribución
Se distribuye por varios países de Europa.